# Most Toruński w Koninie

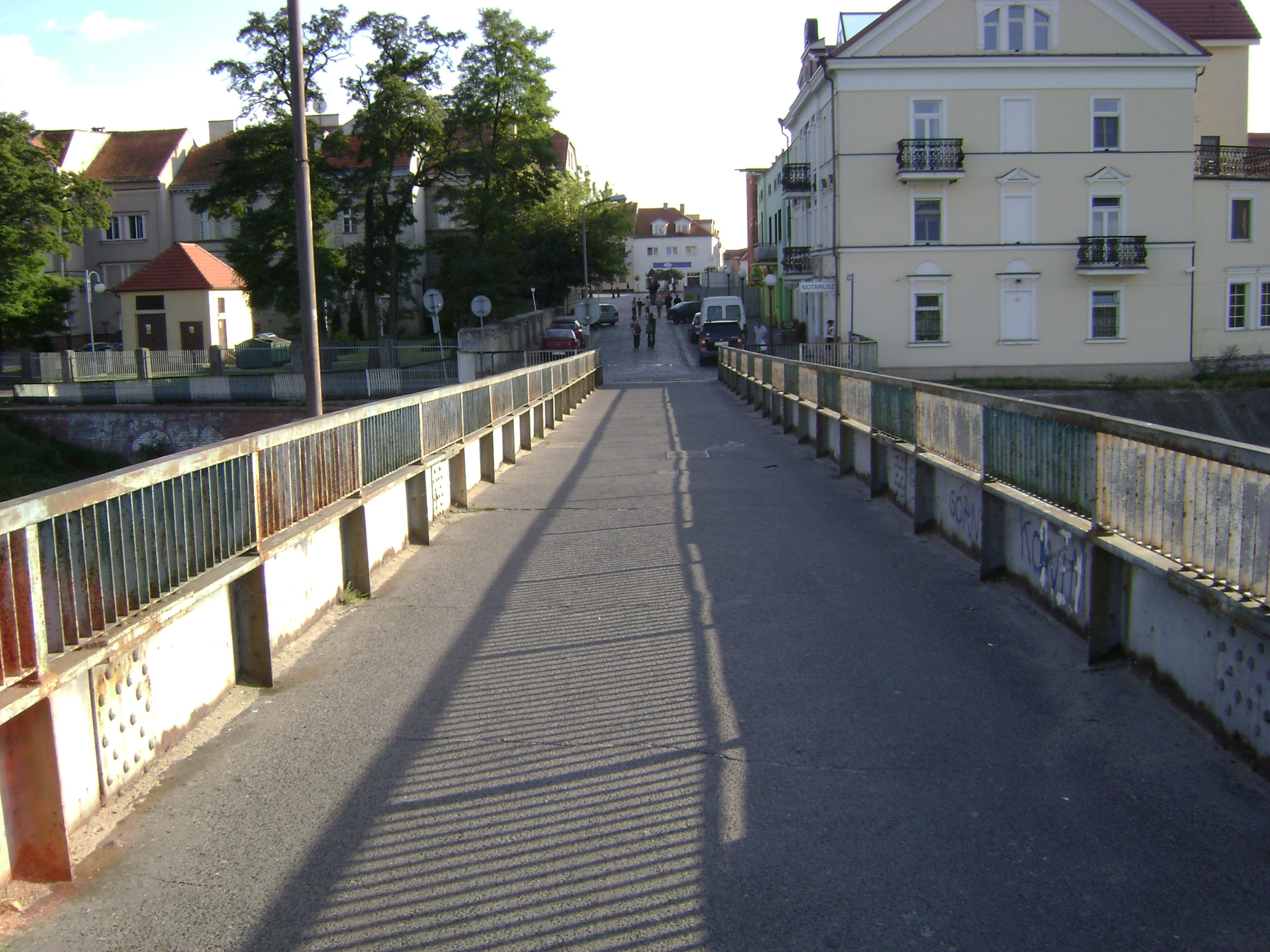
Most Toruński przed przebudową - widok w kierunku Rynku

Most Toruński w Koninie – usytuowany niedaleko Placu Wolności, po zachodniej stronie od gmachu dawnego starostwa, prowadzi do niego ulica Wojska Polskiego. W średniowieczu stała przed nim Brama Toruńska.

## Historia
Pierwsze informacje o moście rzecznym w pobliżu pochodzą z 1328 roku, przez most prowadził trakt w stronę Torunia. Według zapisu lustracyjnego z 1789 roku droga przez groblę rzeczną do wsi Czarków prowadziła przez dziewięć mostów. Po drugiej stronie mostu w XIX wieku powstał teren nazwany Przedmieściem Słupeckim. Od strony starostwa przed mostem zbudowano w 1863 roku cerkiew, rozebrano zniszczony obiekt w 1924 roku.
5 listopada 2010 roku po trzech miesiącach przebudowy mostu nastąpiło jego uroczyste otwarcie i oddanie do użytku. Część mieszkańców była niezadowolona z jakości wykonanych prac. Ich stanowisko uzewnętrzniło się zorganizowaniem happeningu, oraz spowodowało kontrolę przeprowadzonych robót.